# Galphimia

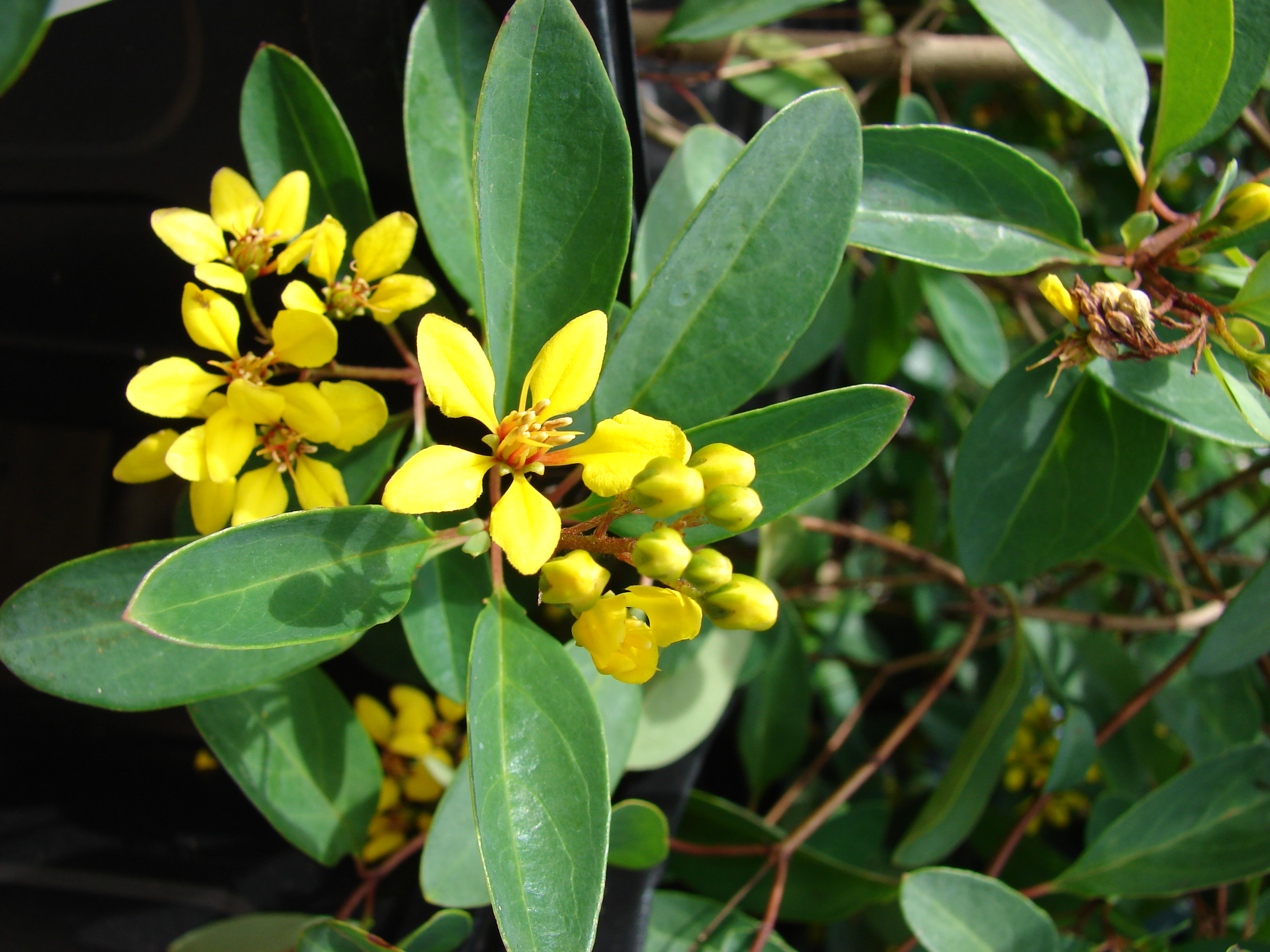
Galphimia gracilis

A Galphimia a Malpighiales rendjébe és a malpighicserjefélék (Malpighiaceae) családjába tartozó nemzetség.

## Rendszerezés
A nemzetségbe az alábbi 27 faj tartozik:
- Galphimia amambayensis C.E.Anderson
- Galphimia angustifolia Benth.
- Galphimia arenicola C.E.Anderson
- Galphimia australis Chodat
- Galphimia brasiliensis (L.) A.Juss.
- Galphimia calliantha C.E.Anderson
- Galphimia elegans Baill.
- Galphimia floribunda C.E.Anderson
- Galphimia glandulosa Cav.
- Galphimia glauca Cav. - típusfaj
- Galphimia gracilis Bartl.
- Galphimia hirsuta Cav.
- Galphimia langlassei (S.F.Blake) C.E.Anderson
- Galphimia latifolia Bartl.
- Galphimia mexiae C.E.Anderson
- Galphimia mirandae C.E.Anderson
- Galphimia montana (Rose) Nied.
- Galphimia multicaulis A.Juss.
- Galphimia oaxacana C.E.Anderson
- Galphimia paniculata Bartl.
- Galphimia platyphylla Chodat
- Galphimia radialis C.E.Anderson
- Galphimia schiedeana Nied.
- Galphimia sessilifolia Rose
- Galphimia speciosa C.E.Anderson
- Galphimia tuberculata (Rose) Nied.
- Galphimia vestita S.Watson